# 南大西洋穆氏暗光魚
南大西洋穆氏暗光鱼（学名：Maurolicus walvisensis）为輻鰭魚綱巨口魚目褶胸鱼科的其中一種。分布於東南大西洋的南非及那米比亞海域，棲息深度可達200公尺，體長可達4.7公分，為深海魚類，會進行垂直性洄游。